# Santa Domenica Vittoria
Santa Domenica Vittoria er en italiensk by (og kommune) i regionen Sicilien i Italien, med omkring 852(2023) indbyggere.  